# 秋山聰
秋山 聰（あきやま あきら、1962年11月 - ）は、日本の西洋美術史学者、東京大学大学院人文社会系研究科教授。アルブレヒト・デューラーが専門。

## 経歴
兵庫県出身。1986年東京大学文学部（美術史）卒業、1995年同大学院博士課程中退。日本学術振興会特別研究員PDを経て、1997年フライブルク大学でPh.D取得。1997年電気通信大学助教授、1999年東京学芸大学助教授。2002年『デューラーと名声』で地中海学会ヘレンド賞受賞。2006年、「デューラーを中心とした15、16世紀ドイツ美術の研究」で第2回日本学術振興会賞受賞。2007年東京大学大学院准教授。2009年『聖遺物崇敬の心性史』でサントリー学芸賞受賞。2011年東京大学大学院教授。

## 著書
- 『デューラーと名声　芸術家のイメージ形成』中央公論美術出版、2001
- 『聖遺物崇敬の心性史　西洋中世の聖性と造形』講談社選書メチエ、2009